# Viitasaari (ö i Mellersta Finland, Joutsa)
Viitasaari är en ö i Finland. Den ligger i sjön Suontee och i kommunen Joutsa i den ekonomiska regionen  Joutsa ekonomiska region  och landskapet Mellersta Finland, i den södra delen av landet, 190 km norr om huvudstaden Helsingfors. Öns area är 7,2 hektar och dess största längd är 460 meter i nord-sydlig riktning.